# 楊日礼
楊 日礼（よう じつれい、ベトナム語: Dương Nhật Lễ）は、陳朝大越の第8代皇帝。

## 生涯
『大越史記全書』によると、実父は俳優の楊姜で、日礼の母が身籠っていたときに恭粛王陳元昱（第5代皇帝・明宗の子）が目を付けて、日礼を自分の子として育てたという。
義父の陳元昱は本来なら皇帝になるはずだったが、無能だとして明宗によって廃され、その弟の裕宗が帝位についていた。大治12年（1369年）に子が無かった裕宗が崩御すると後継者問題が起こり、裕宗の母の憲慈太后の後押しを受けて日礼が即位することになった。
即位後、自分を推挙した憲慈太后をはじめ、多くの皇族を次々と虐殺していった。また国政を顧みずに酒色に耽り奢侈に走るなど、無道な振る舞いが多かった。さらには姓を陳氏から元の楊氏に改めようとしたため、皇族やその支持者たちは大定2年（1370年）にクーデターを決行した。9月に太宰恭靖王陳元晫（裕宗の兄）らが起こした1度目のクーデターは鎮圧したが、11月に岳父の右相国恭定王陳暊（陳元晫の弟）が起こした2度目のクーデターは多くの離反者が出て捕らえられ、子の楊柳とともに処刑された。
死後、陳氏一族並びに皇帝の資格無しとして昏徳公に落とされて姓を楊に改められ、諡号も存在しない。日礼のわずか1年の治世で起こった大虐殺が、陳朝滅亡の一因を成した。